# Hernani (football, 1994)
Pour les articles homonymes, voir Hernani (homonymie).
Hernani Azevedo Júnior dit Hernani, né le 27 mars 1994 à São Gonçalo do Sapucaí, au  Brésil, est un footballeur brésilien, évoluant au poste de milieu défensif au Parme Calcio.

## Biographie

### Carrière en club

#### Vespasien EC
Hernani commence sa carrière au club amateur du Vespasien EC, situé dans l'État du Minas Gerais, au sud-est du Brésil.

#### Atlético Paranaense (2009-2013)
Formé par la suite entre 2009 et 2013 au club de l'Atlético Paranaense, Hernani remporte la Coupe de Yokohama en 2012 et 2013,. Il fait également ses débuts en tant que joueur professionnel dans le championnat du Paraná en 2013.

#### Joinville EC (2013-2014)
Hernani est prêté le 22 août 2013 au Joinville EC, et fait ses premiers pas en Série B le 3 septembre, en rentrant en seconde mi-temps lors du match contre le Ceará SC (match nul, 1-1).

#### Retour à l'Atlético Paranaense (2014-2016)
En janvier 2014, Hernani retourne à l'Atlético Paranaense pour jouer le championnat du Paraná,. Il débute par la suite en Série A le 10 septembre, en remplaçant Marcos Guilherme lors de la rencontre face au Grêmio FBPA (défaite, 0-1). Il commence le match suivant, contre l'EC Vitória, quatre jours plus tard, en tant que titulaire et inscrit par la même occasion son premier but dans ce championnat (victoire, 2-0).
Il devient champion du Paraná avec son équipe en mai 2016, en remportant la finale aller-retour contre le Coritiba FC (victoires, 3-0 et 0-2) ; sa saison en Série A est également la plus prolifique, avec six buts inscrits.

#### Zénith Saint-Pétersbourg (depuis 2016)
Le 16 décembre 2016, Hernani rejoint l'Europe en signant un contrat de cinq ans au Zénith Saint-Pétersbourg. Il dispute son premier match officiel sous ses nouvelles couleurs, en étant titulaire, le 16 février 2017, lors du seizième de finale aller de Ligue Europa contre le club belge du RSC Anderlecht, au stade Constant Vanden Stock à Anderlecht (défaite, 2-0),.
En Primer-Liga, il entre pour la première fois en jeu le 4 mars 2017, en fin de match contre le CSKA Moscou, à la VEB Arena de Moscou (match nul, 0-0), avant d'être titulaire deux semaines plus tard, le 19 mars, face à Arsenal Toula, au stade Krestovski (victoire, 2-0).

#### AS Saint-Étienne (2017-2018)
Le 8 août 2017, Hernani est prêté à l'AS Saint-Étienne pour une saison. Il y joue un total de dix-sept matchs dont huit en tant que titulaire, inscrivant quatre buts.

### Sélection nationale
Avec l'équipe du Brésil des moins de 17 ans, Hernani remporte le championnat de la CONMEBOL -17 ans en 2011.
Il participe ensuite à la Coupe du monde des moins de 17 ans, se déroulant aux mois de juin et juillet au Mexique, et prend part à sept rencontres (dont trois comme titulaire), aux côtés entre autres de Marquinhos ; la jeune sélection brésilienne échoue finalement à monter sur le podium lors du match pour la troisième place contre l'Allemagne (défaite, 3-4).

## Statistiques
| Saison                | Club                     | Championnat           | Championnat | Championnat | Coupe nationale | Coupe nationale | Coupe de la Ligue | Coupe de la Ligue | Compétition(s) continentale(s) | Compétition(s) continentale(s) | Compétition(s) continentale(s) | Barrages d'accession | Barrages d'accession | Total | Total |
| Saison                | Club                     | Division              | M.          | B.          | M.              | B.              | M.                | B.                | Comp.                          | M.                             | B.                             | M.                   | B.                   | M.    | B.    |
| 2013                  | Joinville EC (prêt)      | Série B               | 9           | 0           | -               | -               | -                 | -                 | -                              | -                              | -                              | -                    | -                    | 9     | 0     |
| Sous-total            | Sous-total               | Sous-total            | 9           | 0           | 0               | 0               | -                 | -                 | -                              | -                              | -                              | -                    | -                    | 9     | 0     |
| 2014                  | Atlético Paranaense      | Série A               | 15          | 1           | -               | -               | -                 | -                 | -                              | -                              | -                              | -                    | -                    | 15    | 1     |
| 2015                  | Atlético Paranaense      | Série A               | 30          | 3           | 6               | 1               | -                 | -                 | CS                             | 4                              | 0                              | -                    | -                    | 40    | 4     |
| 2016                  | Atlético Paranaense      | Série A               | 30          | 6           | 14              | 3               | -                 | -                 | -                              | -                              | -                              | -                    | -                    | 44    | 9     |
| Sous-total            | Sous-total               | Sous-total            | 75          | 10          | 20              | 4               | -                 | -                 | -                              | 4                              | 0                              | -                    | -                    | 99    | 14    |
| 2016-2017             | Zénith Saint-Pétersbourg | Premier-Liga          | 8           | 0           | -               | -               | -                 | -                 | C3                             | 1                              | 0                              | -                    | -                    | 9     | 0     |
| 2017-2018             | Zénith Saint-Pétersbourg | Premier-Liga          | 1           | 0           | -               | -               | -                 | -                 | C3                             | 1                              | 0                              | -                    | -                    | 2     | 0     |
| 2018-2019             | Zénith Saint-Pétersbourg | Premier-Liga          | 14          | 1           | 2               | 0               | -                 | -                 | C3                             | 10                             | 0                              | -                    | -                    | 26    | 1     |
| Sous-total            | Sous-total               | Sous-total            | 23          | 1           | 2               | 0               | -                 | -                 | -                              | 12                             | 0                              | -                    | -                    | 37    | 1     |
| 2017-2018             | AS Saint-Étienne (prêt)  | Ligue 1               | 14          | 3           | 2               | 0               | 1                 | 1                 | -                              | -                              | -                              | -                    | -                    | 17    | 4     |
| Sous-total            | Sous-total               | Sous-total            | 14          | 3           | 2               | 0               | 1                 | 1                 | -                              | -                              | -                              | -                    | -                    | 17    | 4     |
| 2019-2020             | Parme Calcio (prêt)      | Série A               | 32          | 0           | 2               | 1               | -                 | -                 | -                              | -                              | -                              | -                    | -                    | 34    | 1     |
| 2020-2021             | Parme Calcio             | Série A               | 33          | 7           | 2               | 0               | -                 | -                 | -                              | -                              | -                              | -                    | -                    | 35    | 7     |
| Sous-total            | Sous-total               | Sous-total            | 65          | 7           | 4               | 1               | -                 | -                 | -                              | -                              | -                              | -                    | -                    | 69    | 8     |
| 2021-2022             | Genoa CFC (prêt)         | Série A               | 18          | 0           | 2               | 0               | -                 | -                 | -                              | -                              | -                              | -                    | -                    | 20    | 0     |
| Sous-total            | Sous-total               | Sous-total            | 18          | 0           | 2               | 0               | -                 | -                 | -                              | -                              | -                              | -                    | -                    | 20    | 0     |
| 2022-2023             | Reggina 1914 (prêt)      | Série B               | 30          | 7           | -               | -               | -                 | -                 | -                              | -                              | -                              | 1                    | 0                    | 31    | 7     |
| Sous-total            | Sous-total               | Sous-total            | 30          | 7           | -               | -               | -                 | -                 | -                              | -                              | -                              | 1                    | 0                    | 31    | 7     |
| Total sur la carrière | Total sur la carrière    | Total sur la carrière | 234         | 28          | 30              | 5               | 1                 | 1                 | -                              | 16                             | 0                              | 1                    | 0                    | 282   | 34    |

## Palmarès

### En club
Atlético Paranaense
- Vainqueur de la Coupe de Yokohama en 2012 et 2013 ;
- Champion du Paraná en 2016.

 Zénith Saint-Pétersbourg
- Champion de Russie en 2019.

### En sélection nationale
Équipe du Brésil -17 ans
- Vainqueur du championnat de la CONMEBOL -17 ans en 2011.